# تنژران
شهر تنژران (به فرانسوی: Tongeren) در شهرستان تنژران در استان لمبورگ در منطقه فلاندری در کشور بلژیک واقع شده‌است.

## نگارخانه

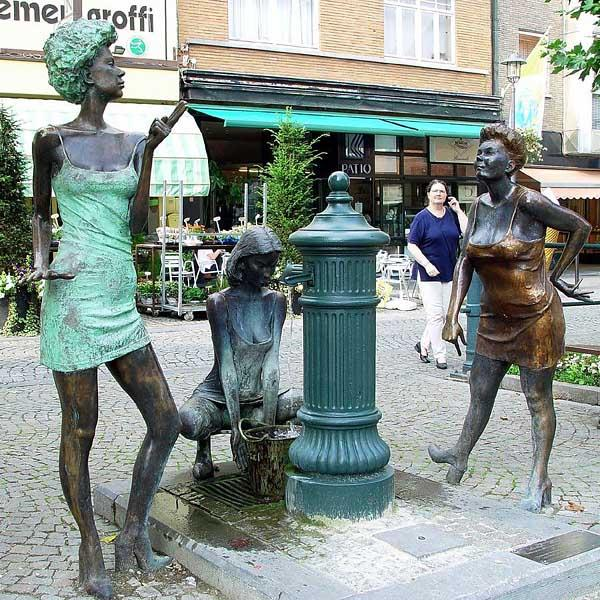
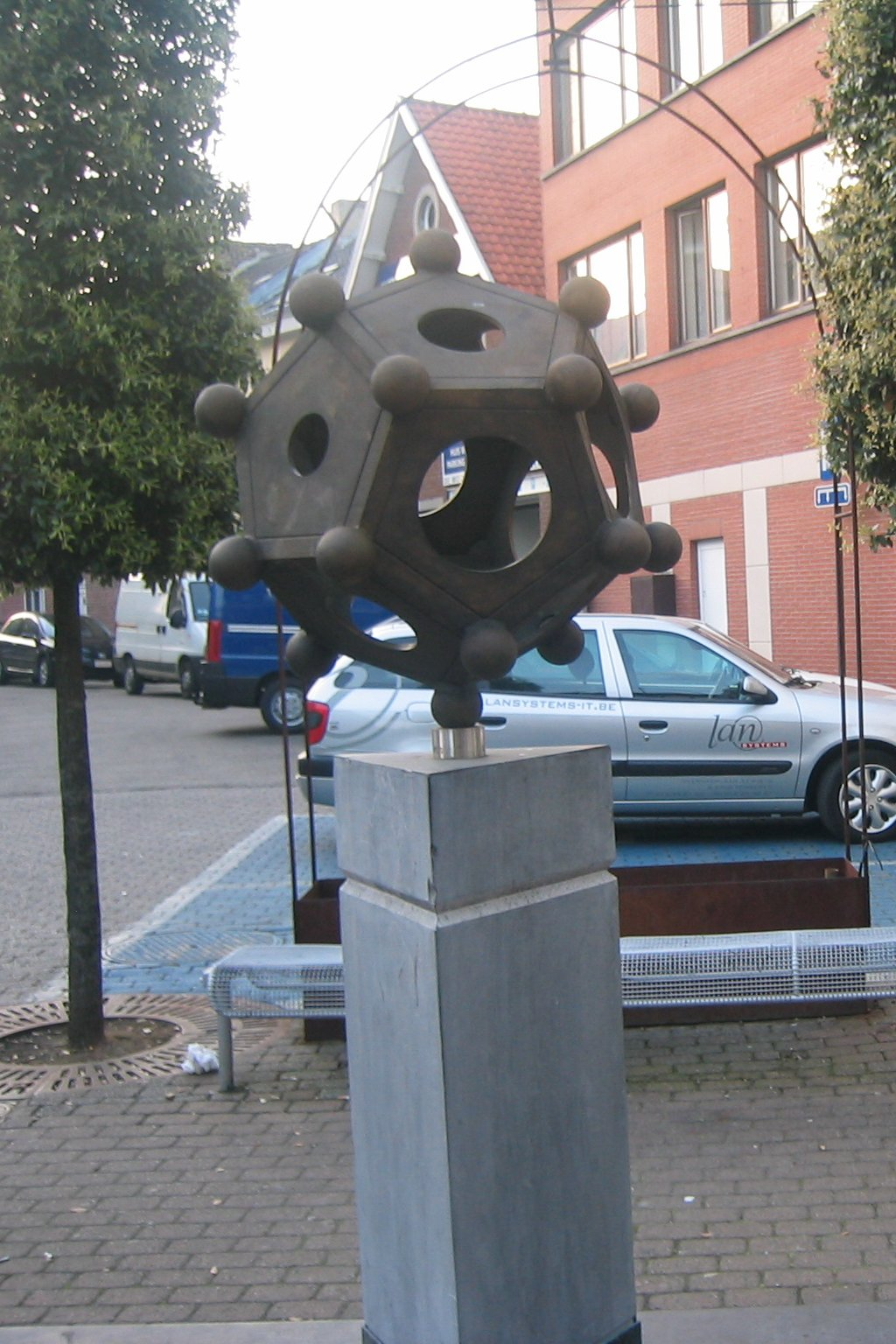
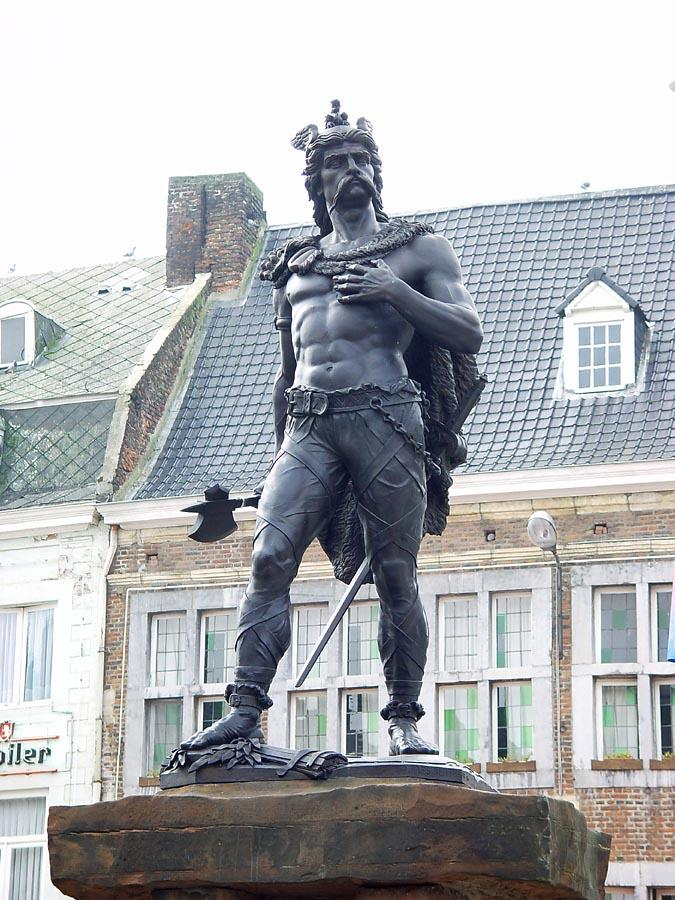
سردیس آمبیوریکس، از رهبران آزادی‌بخش جنگ‌های گالی که در برابر ژولیوس سزار شورید.
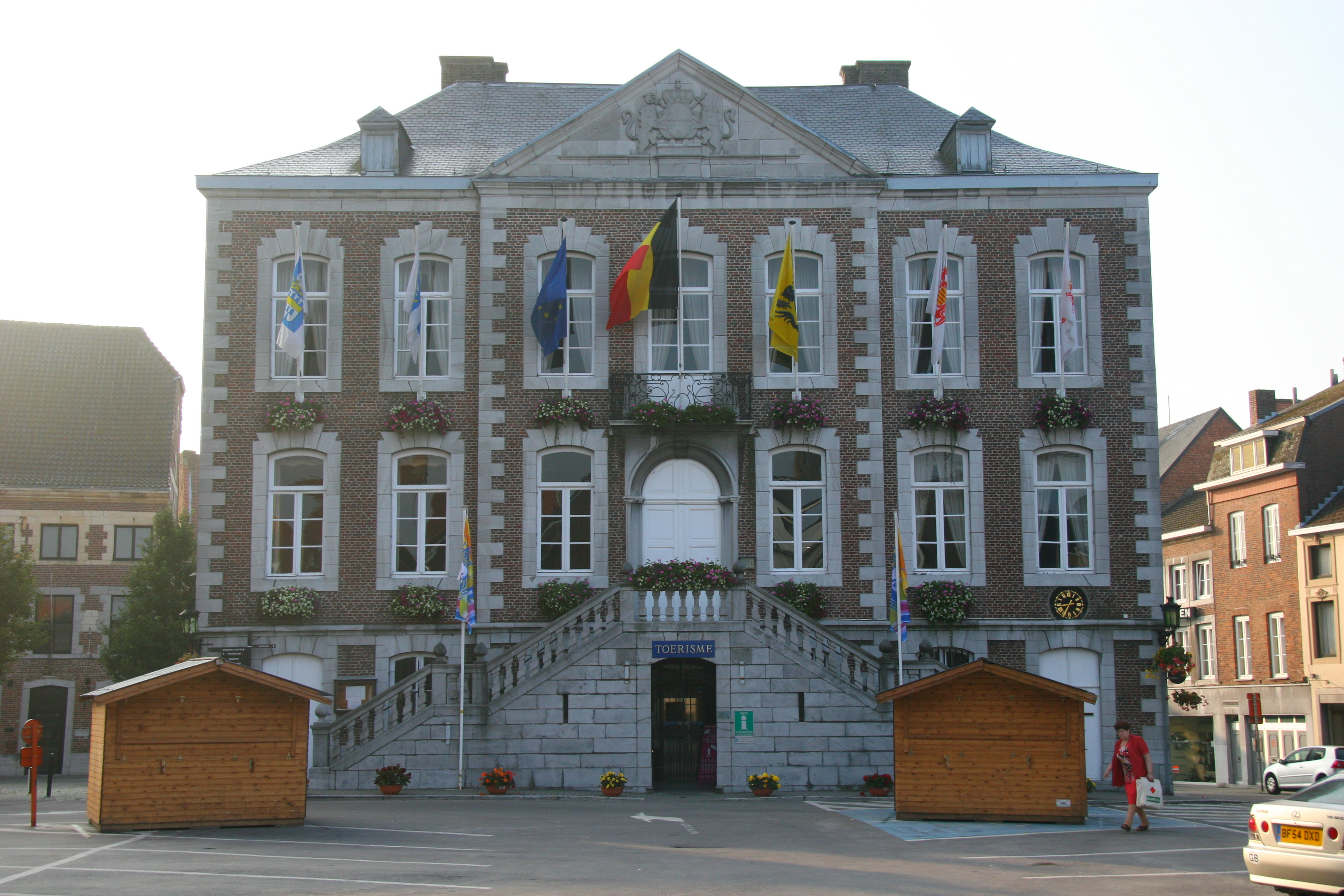
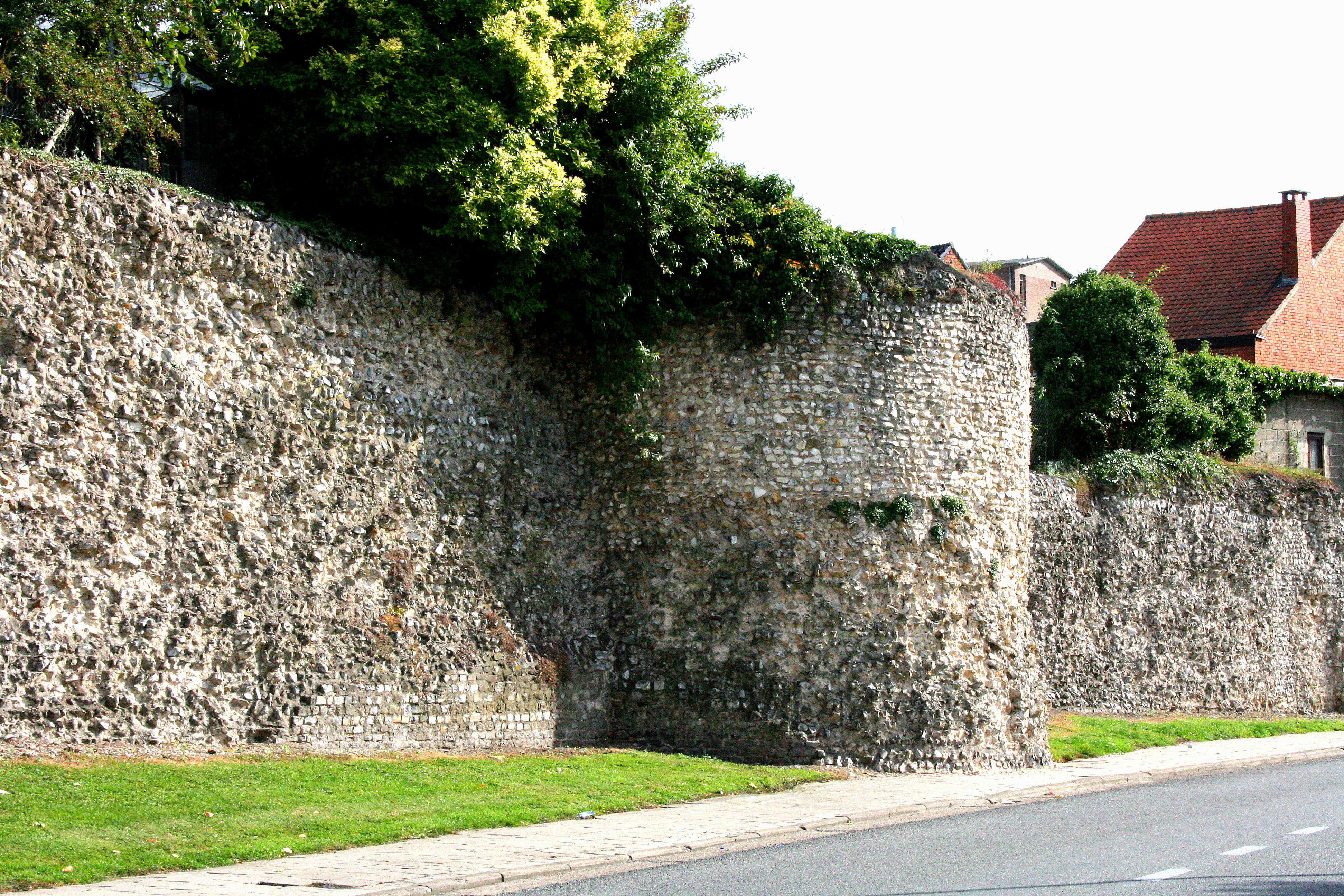